# Дабола
Дабо́ла (фр. Dabola) — город в центральной части Гвинеи, в провинции Фарана.

## Общая информация
Административный центр префектуры Дабола. Находится на реке Тинкисо, в месте где на ней расположены водопады, на высоте 363 м над уровнем моря. Город вырос как станция на железной дороге, идущей из Конакри в Канкан. Вблизи города имеются месторождения бокситов и железной руды.

## Население
Основная этническая группа — малинке, проживают также фульбе, кпелле, сусу и киси. Наиболее распространённые языки — мандинка и фула; в административных целях широко используется французский.
По данным на 2013 год численность населения города составляла 19 567 человек.
Динамика численности населения города по годам:
| 1983   | 1996   | 2013   |
| ------ | ------ | ------ |
| 11 200 | 13 157 | 19 567 |